# Patrizio Giacomo La Pietra
Patrizio Giacomo La Pietra (Pistoia, 10 aprile 1961) è un politico italiano.

## Biografia
Geometra, aderisce a metà degli anni novanta ad Alleanza Nazionale e, dopo essere stato candidato e non eletto consigliere provinciale di Pistoia nel collegio Pistoia II alle elezioni amministrative del 2004, è consigliere comunale di Serravalle Pistoiese dal 2007 al 2012. Alle elezioni provinciali del 2009 è eletto consigliere della provincia di Pistoia per il Popolo della Libertà nel collegio di Monsummano Terme e ricopre tale incarico fino al 2014.

### Elezione a senatore
Coordinatore di Fratelli d'Italia per la provincia di Pistoia dal 2014, alle elezioni politiche del 2018 è eletto senatore nel collegio uninominale Toscana - 03 (Prato) con il 35,69% dei voti, superando Caterina Bini del centrosinistra (32,73%) e Ubaldo Nannucci del Movimento 5 Stelle (24,03%).

### Sottosegretario all'Agricoltura
Alle elezioni politiche anticipate del 25 settembre 2022 viene ricandidato al Senato nel collegio uninominale Toscana - 03 (Prato), sostenuto dalla coalizione di centro-destra in quota Fratelli d'Italia, oltreché come capolista per Fratelli d'Italia nel collegio plurinominale Toscana - 01, dove viene confermato senatore per la XIX legislatura nell'uninominale con il 44,18% dei voti contro i candidati del centro-sinistra Anna Graziani (29,19%) e del Movimento 5 Stelle Manuela Bellandi (11,08%).
Con la vittoria del centro-destra alle politiche del 2022 e la seguente nascita del governo presieduto da Giorgia Meloni, il 31 ottobre 2022 viene indicato dal Consiglio dei ministri come sottosegretario di Stato al Ministero dell'agricoltura nel governo Meloni appena rinominato "Ministero dell'agricoltura, della sovranità alimentare e delle foreste", entrando in carica dal 2 novembre e affiancando il ministro Francesco Lollobrigida.